# A Baling folyó hídja
A kínai Baling folyó hídja (坝陵河大桥) a világ egyik leghosszabb függőhídja.
A híd Kujcsou tartomány Ansun városánál ível át a Baling folyó felett. Építése 2005. április 18-án kezdődött, és 2009. május 18-án fejeződött be. 2009. december 23-án nyitották meg a forgalom előtt. A hídon négysávos autóút fut. Építése költsége 1,48 milliárd jüan, akkor árfolyamon 233 millió amerikai dollár volt.
A híd hosszúsága 2237 méter, legnagyobb támaszköze 1088 méter. Utóbbit azért ilyen hosszú, mert a nyolcas szerencseszámnak számít Kínában, ugyanis mandarinul kimondva a jólét szóra hajaz. A keleti parton a kábeltartó torony és a szárazföld közötti hídszakasz 940,4 méter, a nyugati 200 méter. Az útpálya szélessége 24,5 méter. A keleti pilon 185,7 méter, a nyugati 204,5 méter magas. Az útpályát 198 felfüggesztési ponthoz erősítették.

## Sportcélú használata
2013. október 19-én ejtőernyősversenyt rendeztek a hídon, amelyen 15 ország versenyzői vettek részt. 2019. október 1-jén lehetővé tették a nagyközönségnek a kötélugrást a hídról. A híd bekerült a Guinness Rekordok Könyvébe mint a legmagasabb (körülbelül 370 méter) kereskedelmi célú kötélugró létesítmény.